# Paronychia canadensis
Paronychia canadensis är en nejlikväxtart som först beskrevs av Carl von Linné och fick sitt nu gällande namn av Alphonso Wood. Paronychia canadensis ingår i släktet prasselörter, och familjen nejlikväxter. Inga underarter finns listade i Catalogue of Life.